# Škocjan v Podjuni
Škocjan v Podjuni (nemško Sankt Kanzian am Klopeiner See), je dvojezična občina s 4.342 prebivalci (stanje 2012) v okraju Velikovec na avstrijskem Koroškem, kjer živijo tudi koroški Slovenci.

## Geografija

### Geografska lega
Škocjan v Podjuni, leži južno od Drave oz. od njenega Velikovškega jeza in je oddaljen približno sedem kilometrov od okrajnega središča Velikovec. K občini spadajo Klopinjsko jezero, Zablaško jezero, Malo jezero ter hriba Gračarca in Šentjurij nad Klopinjskim jezerom.

### Vasi in zaselki v občini
Občina je sestavljena iz 7 katastrskih občin: Grabalja vas, Gluhi les, Škocjan, Šmarkež, Šentvid v Podjuni, Sreje in Kamen. V občini je 37 vasi in zaselkov (število prebivalstva stanje 2001):
| - Betinja vas / Weitendorf (95) - Dole / Duell (15) - Gluhi les / Lauchenholz (82) - Goreča vas / Brenndorf (57) - Grabalja vas / Grabelsdorf (155) - Horce pri Šentvidu / Horzach II (43) - Horce pri Škocjanu / Horzach I (55) - Kamen v Podjuni / Stein im Jauntal (207) - Kamenska Gora / Steinerberg (51) - Klopinj / Klopein (254) - Lancova / Lanzendorf ((27) - Mala vas pri Kamnu / Kleindorf II (49) - Mala vas pri Škocjanu / Kleindorf I (23) - Mokrije / Mökriach (34) | - Nagelče / Nageltschach (124) - Peračija / Peratschitzen (130) - Piskrče / Piskertschach (44) - Samožna vas' / Untersammelsdorf (31) - Selo / Seelach (285) - Šentlovrenc / Sankt Lorenzen (63) - Šentprimož / Sankt Primus (160) - Šentvid v Podjuni / Sankt Veit im Jauntal (137) - Škocijan v Podjuni' / Sankt Kanzian am Klopeiner See (286) - Šmarkež / Sankt Marxen (77) - Spodnje Vinare / Unternarrach (67) - Spodnji Podgrad / Unterburg (348) - Srče / Sertschach (122) - Sreje / Srejach (178) - Straša vas / Schreckendorf (97) | - Vesele / Vesielach (80) - Zablate / Littermoos (51) - Zagorje / Saager (18) - Žamanje / Obersammelsdorf (84) - Ždinja vas / Seidendorf (61) - Zgornja Ždinja vas / Oberseidendorf (34) - Zgornji Podgrad / Oberburg ( (13) - Žirovnica / Wasserhofen (660) |

## Zgodovina

### Zgodnja zgodovina
Na Gračarci, hribu na jugovzhodni obali Klopinjskega jezera se nahaja najdišče kulture žarnih grobišč (okoli 900-730 p.n.št.) ter iz Halštatske dobe oz. Kulture (730-300 p.n.št.). Te najdbe peljejo do domneve, da se je tu nahajalo mesto Noreia, glavno mesto keltskega kraljestva Norik, ki je obstajalo med 300 p.n.št. in letom 15 n.št. Poznoantične najdbe (med 300 in 590 n.št.) ter iz zgodnjega srednjega veka  srednjega veka  kažejo na pomen tega kraja.
Posebno pomembne za kulturno kontinuiteto v regiji so zgodnje srednjeveške najdbe iz karantanske  dobe. Pri tem izstopa grob oboroženega  jezdeca iz višjega družbenega sloja Karantancev iz časa še pred pokristjanjevanjem. Krajevno ime Grabalja vas je novejšega izvora in izvira iz imena Gabrijel iz Stare zveze.  To kaže na  pokristjanjevanje  tu živečih, sedaj že Slovencev (po jezikovni pripadnosti), saj  so v tej dobi prav pokristjanjeni Karantanci  (po državnosti) prevzemali ta tip imen. Istočasno pripisujemo  Brižinske spomenike že slovenski jezikovni zgodovini. Le-ti so bili ustvarjeni prav za namene pokristjanjevanja Karantancev v deželi in ki so hkrati najstarejši slovanski jezikovni spomeniki v latinici.
 
Župnijska cerkev v Škocjanu je posvečena sorojencem Kancius, Kancijan in Kancianilla, ki so umrli v mučeništvu leta 290 v Ogleju. Župnija je gotovo obstajla že v 12. stoletju, verjetno pa že prej, saj jo je patriarh Udalricus predal leta 1106 samostanu v Dobrli vasi.
 

### Kratka občinska zgodovina
Škocjan je postala samostojna občina leta 1866, saj je prišlo takrat do odcepitve od 1850 ustanovljene občine Sinča vas. Takrat se je združilo katastrske občine Škocjan, Sreje in Šmarkež. Že leta 1876 ji je bila priključena katastrska občina Grabalja vas (prej pri Dobrli vasi). Tri katastrske občine (Kamen, Šentvid in Gluhi les) so bile priključene še pred opustitvijo nekdanje občine Rikarja vas v letu 1944. Leta 1973 in 2002 je prišlo do manjših popravkov občinskih meja.
Proti koncu 19. stoletja lahko zasledujemo prve začetke turizma na Klopinjskem jezeru, enemu izmed najbolj toplih jezer v današnji Avstriji, ter na Zablaškem jezeru.  Turizem je močno prispeval h gospodarskemu razvoju, je pa tudi imel pomembno vlogo pri raznarodovanju regije. Od 1950ih let je Škocjan ena izmed vodilnih turističnih občin v Koroške.

## Slovenska kulturna zgodovina
Proti koncu 19. in začetku 20. stoletja pride tudi do razcvetja organiziranega slovenskega kulturnega življenja v občini – četudi deloma kot odgovor na pojavljajoče se nacionalno vprašanje. Leta 1888 je bila ustanovljena v Škocjanu podružnica Družbe sv. Cirila in metoda (CMD) (1890 v Priblji vasi). Leta 1890 je bila ustanovljena je domača Hranilnica in posojilnica v Sinči vasi, ki je imela imenitno vlogo pri gospodarskem - in kot šponzor – pri kulturnem razvoju regije, ljudi in jezika ter ima vse do danes poslovalnice v Škocjanu, v Šentprimožu (samopostrežno poslovalnico) kakor tudi v Sinči vasi in v Velikovcu. Leta 1906  pa je bila ustanovljena Slovenska krščanska-socialna čitalnica Škocjan. 

### Slovensko prosvetno društvo »Danica«
V tej dobi pride tudi po vsej Koroški do razcvetja zborovskega petja v kulturnih društvih in v cerkvenih zborih. Ti so bili pomembni dejavniki  pri razvoje slovenske jezikovne kulture. Kdor je pel v zboru je obvladal lepo pismeno slovenščino.  Vrhunec tega kolektivnega umetnostnega delovanja zato predstavlja ustanovitev kar dveh pevskih zborov od Andreja Mičeja leta 1912.  Mičej se je bil vrnil v tem letu s svojega šolanja za nevidne / slepe in je postal organist v župnijski cerkvi v Šentvidu v Podjuni. Takrat je ustanovil moški pevski zbor in mešani pevski zbor,. To leto zato tudi velja kot ustanovno leta zbora in društva Danica.  Formalno pride do ustanovitve društva Danica sicer šele v marcu 1914. Toda kulturno delovanje je bilo dokaj kmalu onemogočeno zaradi vojnih in zlasti političnih razmer v deželi. Vendar se je že leta 1920 ponovno začelo s prvo gledališko predstavo. Področja delovanja so bila gledališka oz. Odrska dejavnost, izobraževanje odraslih moških in žensk, gospodinjski tečaji za ženske, zborovsko petje in zlasti  razvojne bralne kulture z novoustanovljeno društveno knjižnico v „farovžu“ v Šentvidu v Podjuni.
Nad Škocjan kot ostale slovenske kraje je zajel vihar civilizacijske tragedije, ki sta jo predstavljala nemški nacionalizem ter druga svetovna vojna. Vsako delovanje in slovensko kulturno izražanje je bilo prepovedano in zatrto. Vsa slovenska društva so bila razpuščena in njihovo imetje ali ukradeno ali pa uničeno.  Med prvimi žrtvami nacionalsocializma štejemo domačega župnika in deželnega poslanca Vinka Poljanca, ki je bil  aretiran na dan vstopa nemške vojske v Avstrijo 12. marca 1938 in je umrl kratko potem, ko je bil zopet izpuščen iz zapora. Številne slovenske družine so postale žrtve fašizma, mnogi so se aktivno priključili NOB ali so podpirali partizane  in tako bistveno pripomogle k ponovni ustanovitvi (druge) Republike Avstrije po koncu vojne. 
Toda že takoj po vojni je Hanzej Kežar zbral mlade pevce okoli sebe in obnovil zborovsko dejavnost. Njim so se priključile domačinke in od leta 1958 neprekinjeno deluje mešani pevski zbor Danica in soustvarja kulturno podobo občine. Od 1960ih let naprej so se člani društva posebej potrudili za tuje goste in tako prispevali k atraktivnosti občine.  Znamenite so bile množične gledališke predstave društva in Slovenske prosvetne zveze  v naravni areni v Spodnjih Vinarah: Samorastniki (1978), Manevri (1980), Velika puntarija   (1986), Požganica (1990). Od leta 1971 naprej pa Danica prireja vsakoletni Ples Danice.

### Slovensko prosvetno društvoVinko PoljanecŠkocjan
Leta 1906 je bilo ustanovljeno v Škocjanu "Slovensko krščansko-socialno bralno društvo". V njem je deloval od leta 1908 do svoje nasilne smrti [Vinko Poljanec]] in delo močno zaznamoval. Tudi to društvo si je prizadevalo ohranjati in razvijati slovensko besedo v javnosti. Zborovsko petje, gledališka dejavnost, tamburaštvo ter tečaji in predavanja so bile glavne aktivnosti. Društvo je tudi imelo svoje bogato knjižnico. Med zaslužne ustanovitelje štejemo Miho Kačnika. Toda tudi to društvo je prizadel vihar nečloveškega ravnanja nemškega Raicha. Na dan vkorakanja je bil aretiran Vinko Poljanec. Leta 1942 so bili tudi člani oropani in deportirani.  Tudi knjižnica je bila uničena. Upor proti nasilju je prispeval svoje k zmagi nad fašizmom in konec koncev tudi k ponovni uspostavitvi Avstriji v mejah pred letom 1938 Toda politična in društvena situacija na Koroškem in v občini po vojnini priznala ne velikih zaslug, ne velikih žrtev Slovencev in tako je Valentin Hartmann šele leta 1959 oživel zborovsko petje. Med zaslužnimi možje najdemo tudi Janeza Kežarja in Simona Wrulicha. Od leta 1983 naprej je vodil Franc Starc moški pevski zbor. Miha Kap je dolga leta nadvse zaslužno vodil društvo. Pred 20. leti je bilo društvo oživljalo žlahtno tradicijo kulturnega delovanja na visoki ravni in si posebej prizadevalo vključevati mladino.

## Slovensko narečje
Lokalna govorica na Vršanih v Podjuni spada pod rožansko narečje , ki je narečje slovenskega jezika in ki spada v koroško narečno skupino.

## Župnijska ureditev
Župnije občine Dobrla vas pripadajo dekanatu v Dobrli vasi. Danes so vse dvojezične. K fari Škocjan spadajo podružnice Šentjurij, Klopinj, Sreje in Šentlovrenc. K fari Šentvid v Podjuni spada jo podružnice Rikarja vas, Stara farna cerkev, Grabalja vas, Mokrije in Šentprimož. K fari Kamen v Podjuni pa spada še cerkev na pokopališču.

### Dvojezični krajevni napisi
Manjkajoči dvojezični krajevni napis v Škocjanu je sprožil leta 2001 razsodbo avstrijskega Ustavnega sodišča, ki je razveljavilo 25-% klavzulo.

## Prebivalstvo
Občina Škocjan v Podjuni je imela leta 2001 4.297 prebivalcev, 89,4 % avstrijskih državljanov, 1,9 % državljanov BiH ter 1,1, % državljanov Nemčije. Pri štetju se je tudi priznalo 12,8 % prebivalstva k slovenski narodni skupnosti oz. Uporablja slovenščino v vsakdanji rabi oz. se ima za  koroške Slovence. Na osnovi razsodbe Ustavnega sodišča iz leta 2006, ki ugotavlja, da je upadlo število deklariranih Slovencev v glavnem kraju občine izpod 10 %, le-ta ne velja več za uradno dvojezičnega, pa četudi je v njem slovenščina živa.  Saj je vsekakor povsem prisotno slovensko kulturno življenje in tudi fara / župnija je dvojezična.
K rimsko-katoliški veroizpovedi se priznava 88 % prebivalcev, 3,3 % je evangeličanov, 2,3 muslimanov in 4,4, % je brez veroizpovedi.

## Kultura in znamenitosti

### Kulturna pot Gračarca
Gračarca (676 m), ali utrjen grad, nudi na zahodu pogled na tri jezera v okolici in je danes  skupaj s Šentjurjem (624 m, cerkev in hrib)  na vzhodu srednji gorski masiv z gostim gozdom na južni strani Klopinjskega jezera. Gračarca je dolga skoraj 2 km in je v osnovi iz sorazmerno mehkega terciarnega konglomerata enako kot Kicel (682 m) in Šentviška gora (717 m).
Arheološke raziskave na Gračarci so se začele v medvojnem času (1927 in 31/32) in so se nadaljevale v 50ih in 60ih letih 20. stoletja. Šele v novejšem času pa so bile raziskovane najdbe, ki so primarnega pomena za slovensko kulturno zgodovino. Od leta 1992 deluje društvo »5000 let Gračarca, ustanovljeno 1989« (Wissenschaftlicher Verein 5000 Jahre Gračarca gegründet 1989) in občina Škocjan skupaj z Deželnim muzejem izkopavanja. 

### Muzeji
- Muzej Keltov na Gračarci (Keltenmuseum auf der Gracarca)

### Observatorij
Konec 1950ih let je bil ustanovljen zasebni observatorij Helmrich-Lambrecht-Sternwarte blizu središča Škocjana oz. v neposredni bližini osnovne šole. V njem sta bila dva teleskopa. Leta 2009 bil observatorij obnovljen in ponovno je na voljo za oglede v poletnem času od leta 2009 dalje.

### Arhitekturne znamenitosti
- Cerkev v Škocjanu je bila prafara oz. pražupnija Oglejskega patriarhata . Prvič je bila omenjena leta 1106 in je v osnovi romanska cerkev s tipiziranim križnim stolpom in poznogotskim poligonalnim, večstranskim korom (1518) ter obrambnim nadstropjem. Ladja je v zgodnje historističnem slogu iz let 1849-1860.
- Župnijska cerkev sv. Lovrenca v Kamnu v Podjuni'. Bila  je prvič omenjena leta 1238 in je  del srednjeveške grajske utrdbe iz 12. stoletja. Leta 1458 je bila le-ta uničena, vendar so vidni še ostanki nekdanjega obrambnega obzidja.
- Podružnična cerkev in bivša cerkev na pokopališču v Kamnu v Podjuni je posvečena sv. Margareti.
- Veliko znamenje  Liharde na vznožju cerkvenega griča. Bilo je postavljeno v čast grofice  Liharde iz Kamna, žene Albuina Koroškega iz rodbine Aribonov in mati škofa Albuina Brixenškega (975-1006), ki velja v Podjuni za ljudsko svetnico. V niši s ploščatem obokom stoji na oltarni mizi kip sv. Tereze iz Avile. Nad veliko nišo so umeščene še tri manjše niše- V srednji, največji, je slike sv. Hildegarde, levo in desno pa dva jezuitska svetnika. Poslikava nosi letnico 1717.[21]
- Zvonček želja na Šentjuru. V kvadratnem stolpu na južni strani cerkve Šentjurja se nahaja t. i. zvonček želja. Po legendi so nekoč prihajala k cerkvici dekleta, ki so si želele najti soproga.  Sv. Jurij/Šentjur pa naj bi jim pa pomagal  pri iskanju.
- Cerkev sv. Magdalene v Žirovnici v Podjuni

.

### Redne prireditve
- Štručeje metati (v narečju »hlebije/štrucije matat«) Kamnu v Podjuni, vsako leto 5. februarja.[22] [21]
- Letni ples Slovenskega prosvetnega društva Danica : Ples Danice

## Politika

### Občinski svet
Občinski svet ima 234 članov. Pri volitvah leta 2009 so bili izvoljeni: 
- 10 socialni demokrati
- 7 ljudska stranka
- 2 Enotna Lista
- 4 BZÖ in strankasko nevezani

Neposredno izvoljen župan je Thomas Kain iz socialdemokratske stranke (SPÖ).

### Grb
Grb ima pet srebrnih valovitih trakov na modrem dnu v spodnji polovici, ki predstavljajo Klopinjsko jezero. Zgoraj so trije hlebči/štruceji Hildegarde v naravni barvi na zelenem dnu, ki spominjajo na domačo šego.

## Osebnosti
- Grofica sveta Liharda Kamenska [21]
- Šimen Rudmaš, (1795 - 1858) duhoven, kronski šolski nadzornik za Koroško
- Albin Poznik, (1845 - 1915) pravnik, kulturni aktivist,
- Vinko Poljanec, (1876 - 1938) teolog, slovenski koroški deželni poslanec (1921-1927) in prva žrtev naci-fašizma na dan  vkorakanja 12. marca 1938
- Johannes Ude, teolog in filozof
- Eugen Freund, televizijski in radijski novinar
- Herbert Boeckl, slikar
- Janko Ferk, pravnik, pravni filozof in dvojezični pisatelj
- Milena Gröblacher, dolgoletna predsednica „Zveze slovenskih žena“